# August Kiss
August Kiss (ur. 11 października 1802 w Paprocanach, obecnie dzielnica Tychów, zm. 24 marca 1865 w Berlinie) – niemiecki rzeźbiarz.

## Życiorys

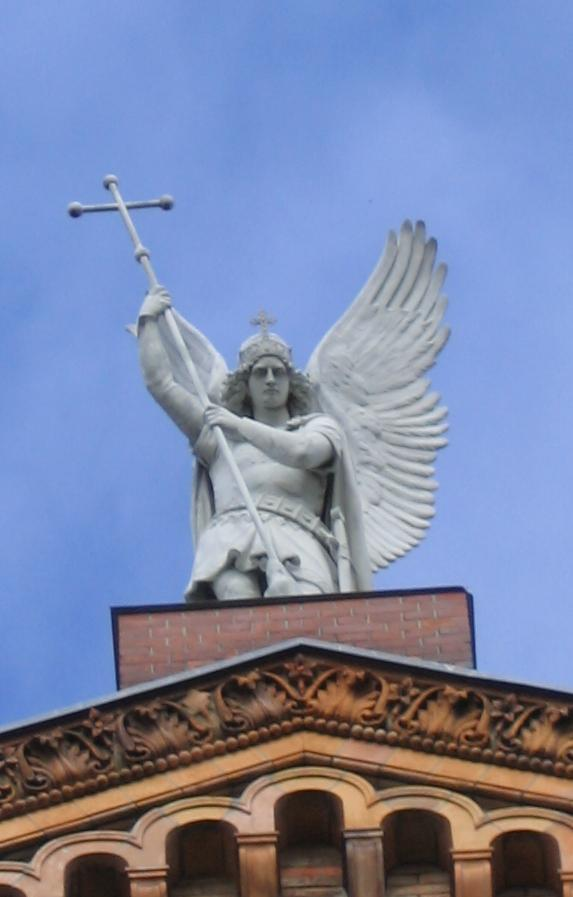
Archanioł Michał - rzeźba autorstwa Kissa na kościele św. Michała w Berlinie

Kiss był najpierw fabrykantem modeli w odlewni żelaza, a od 1822 roku kształcił się pod okiem Raucha w Berlinie na rzeźbiarza i w krótkim czasie zdobył sławę. Jego pierwsze własne prace z żelaza, a potem i z brązu zaczęły powstawać pod koniec lat dwudziestych XIX w. Wiele pomników Kiss stworzył dla Berlina, Poczdamu i Królewca. Również w  miastach na terenie Dolnego i Górnego Śląska nie brakowało jego prac – zwłaszcza we Wrocławiu, np. posąg Fryderyka Wielkiego na koniu z 1847 i pomnik z brązu Fryderyka II z 1861 (oba niezachowane). Jego najsłynniejsze prace to Amazonka jadąca na koniu ze skaczącą panterą, wykonana dla Starego Muzeum w Berlinie i Święty Jerzy zabijający smoka – stojący obecnie w Berlinie przy Nikolaiviertel.
W Warszawie zaprojektował w 1854 rzeźby syren, chłopców i trytonów do wodotrysków przy kolumnie Zygmunta i na placu Teatralnym.
W 1837 został członkiem Berlińskiej Akademii Sztuk Pięknych oraz profesorem instytutu przemysłowego. Jego rzeźba Amazonki na koniu zdobyła w 1855 nagrodę na Wystawie Światowej w Paryżu. W swym testamencie Kiss zapisał 300 tysięcy marek dla berlińskiego muzeum na zakup dziewiętnastowiecznych dzieł sztuki.